# Feodor Lynen
Feodor Felix Konrad Lynen (6.4.1911 –  6.8.1979) là nhà hóa học người Đức đã đoạt giải Nobel Sinh lý và Y khoa năm 1964.

## Cuộc đời và Sự nghiệp
Feodor Lynen sinh tại München, Đức. Ông bắt đầu học hóa học ở Phân khoa Hóa học của Đại học München năm 1930 và đậu bằng tiến sĩ trong tháng 3 năm 1937 dưới sự hướng dẫn của Heinrich Wieland với bản luận án tên: "On the Toxic Substances in Amanita".
Sau đó ông làm giảng viên ở đại học này nhiều năm, và trở thành giáo sư năm 1947. Từ năm 1954 trở đi, ông làm giám đốc "Viện Hóa học Tế bào Max-Planck" ở München. Viện này sau đó sáp nhập vào Viện Hóa sinh Max-Planck mới thành lập năm 1972.
Năm 1964 ông đoạt giải Nobel Sinh lý và Y khoa chung với Konrad Bloch cho công trình phát hiện của họ về cơ chế và sự điều chỉnh cholesterol cùng việc trao đổi chất axít béo. Ông đọc diễn văn nhận giải Nobel ngày 11.12.1964 mang tên "The Pathway from Activated Acetic Acid to the Terpenes and Fatty Acids".

## Giải thưởng và Vinh dự
- Huy chương Liebig năm 1955
- Huy chương Otto Warburg năm 1963
- Giải Nobel Sinh lý và Y khoa năm 1964
- Quỹ Alexander von Humboldt có một học bổng mang tên ông.